# 凹瓣虎耳草
凹瓣虎耳草（学名：Saxifraga montanella var. retusa）为虎耳草科虎耳草属下的一个变种。

## 扩展阅读
- 維基物種上的相關：凹瓣虎耳草